# Championnats d'Europe de biathlon 2005
 (août 2022).
Navigation
Édition précédente Édition suivante
Les championnats d'Europe de biathlon 2005, douzième édition des championnats d'Europe de biathlon, ont lieu du 14 au 19 février 2005 à Novossibirsk, en Russie.

## Résultats

### U26

#### Hommes
| Compétition              | Or                                                                          | Argent                                                                                | Bronze                                                                 |
| ------------------------ | --------------------------------------------------------------------------- | ------------------------------------------------------------------------------------- | ---------------------------------------------------------------------- |
| 10km sprint masculin     | Alexei Aidarov                                                              | Andriy Deryzemlya                                                                     | Aleksei Boltienko                                                      |
| 12,5km sprint masculin   | Andriy Deryzemlya                                                           | Carsten Pump                                                                          | Aleksei Boltienko                                                      |
| 20km individuel masculin | Carsten Pump                                                                | Pavol Hurajt                                                                          | Pavel Rostovtsev                                                       |
| Relai 4x7,5km masculin   | Russie Aleksei Boltienko Sergei Balandin Pavel Rostovtsev Dmitri Yaroshenko | Ukraine Vyacheslav Derkach Andriy Deryzemlya Oleksiy Korobeinikov Oleksandr Bilanenko | Germany Hansjörg Reuter Carsten Pump Carsten Heymann Jörn Wollschläger |

#### Femmes
| Compétition             | Or                                                                       | Argent                                                                | Bronze                                                                              |
| ----------------------- | ------------------------------------------------------------------------ | --------------------------------------------------------------------- | ----------------------------------------------------------------------------------- |
| 7,5km sprint féminin    | Svetlana Chernousova                                                     | Svetlana Ishmuratova                                                  | Anna Bogaliy                                                                        |
| 10km poursuite féminin  | Oksana Khvostenko                                                        | Irina Malgina                                                         | Anna Bogaliy                                                                        |
| 15km individuel féminin | Svetlana Ishmuratova                                                     | Sabrina Buchholz                                                      | Anna Bogaliy                                                                        |
| Relai 4x6km féminin     | Russie Irina Malgina Elena Khrustaleva Svetlana Ishmuratova Anna Bogaliy | Ukraine Oksana Khvostenko Nina Lemesh Iryna Tananyko Oksana Yakovleva | République tchèque Lenka Faltusová Magda Rezlerová Irena Česneková Zdeňka Vejnarová |

### U21

#### Hommes
| Compétition               | Or                                                                   | Argent                                                     | Bronze                                                                  |
| ------------------------- | -------------------------------------------------------------------- | ---------------------------------------------------------- | ----------------------------------------------------------------------- |
| 10km sprint masculin      | Oleh Berezhnyi                                                       | Ondřej Moravec                                             | Ivan Panchenko                                                          |
| 12,5km poursuite masculin | Ondřej Moravec                                                       | Oleh Berezhnyi                                             | Ivan Panchenko                                                          |
| 20km individuel masculin  | Igor Minchenko                                                       | Oleh Berezhnyi                                             | Kiril Shcherbakov                                                       |
| Relai 4 x7,5 km masculin  | Russie Igor Minchenko Ivan Panchenko Andrei Yevstropov Pavel Borisov | Slovénie Andraž Šemrov Klemen Bauer Matej Brvar Peter Dokl | Ukraine Ihor Yashchenko Yevhen Horbachov Oleh Berezhnyi Oleksandr Kolos |

#### Femmes
| Compétition             | Or                                                           | Argent                                                               | Bronze                                                |
| ----------------------- | ------------------------------------------------------------ | -------------------------------------------------------------------- | ----------------------------------------------------- |
| 7,5km sprint féminin    | Anna Boulygina                                               | Anastasiya Kuzmina                                                   | Liubov Petrova                                        |
| 10km poursuite féminin  | Anastasiya Kuzmina                                           | Liubov Petrova                                                       | Anna Boulygina                                        |
| 15km individuel féminin | Paulina Bobak                                                | Irina Moshevitina                                                    | Olga Dudchenko                                        |
| Relai 3 x 6km féminin   | Russie Maria Kosinova Anastasia Kuznietsova Ekaterina Savina | Pologne Paulina Bobak Weronika Nowakowska-Ziemniak Agnieszka Grzybek | Ukraine Vita Semerenko Valj Semerenko Nina Karasevych |